# Поява обличчя і вази з фруктами на березі моря
«Поява обличчя і вази з фруктами на березі моря» — картина іспанського художника Сальвадора Далі, написана у 1938 році.

## Опис
Картина демонструє метаморфози, приховані сенси і контури предметів. Подоба вази з фруктами на столі і пейзаж утворюють складену фігуру собаки і обличчя людини, схожої на Гарсія Лорку.